# Roydorf
Roydorf ist ein Ortsteil von Winsen (Luhe) im Landkreis Harburg in Niedersachsen. Der Ort hat 1259 Einwohner (Stand: 30. Juni 2014).

## Geschichte

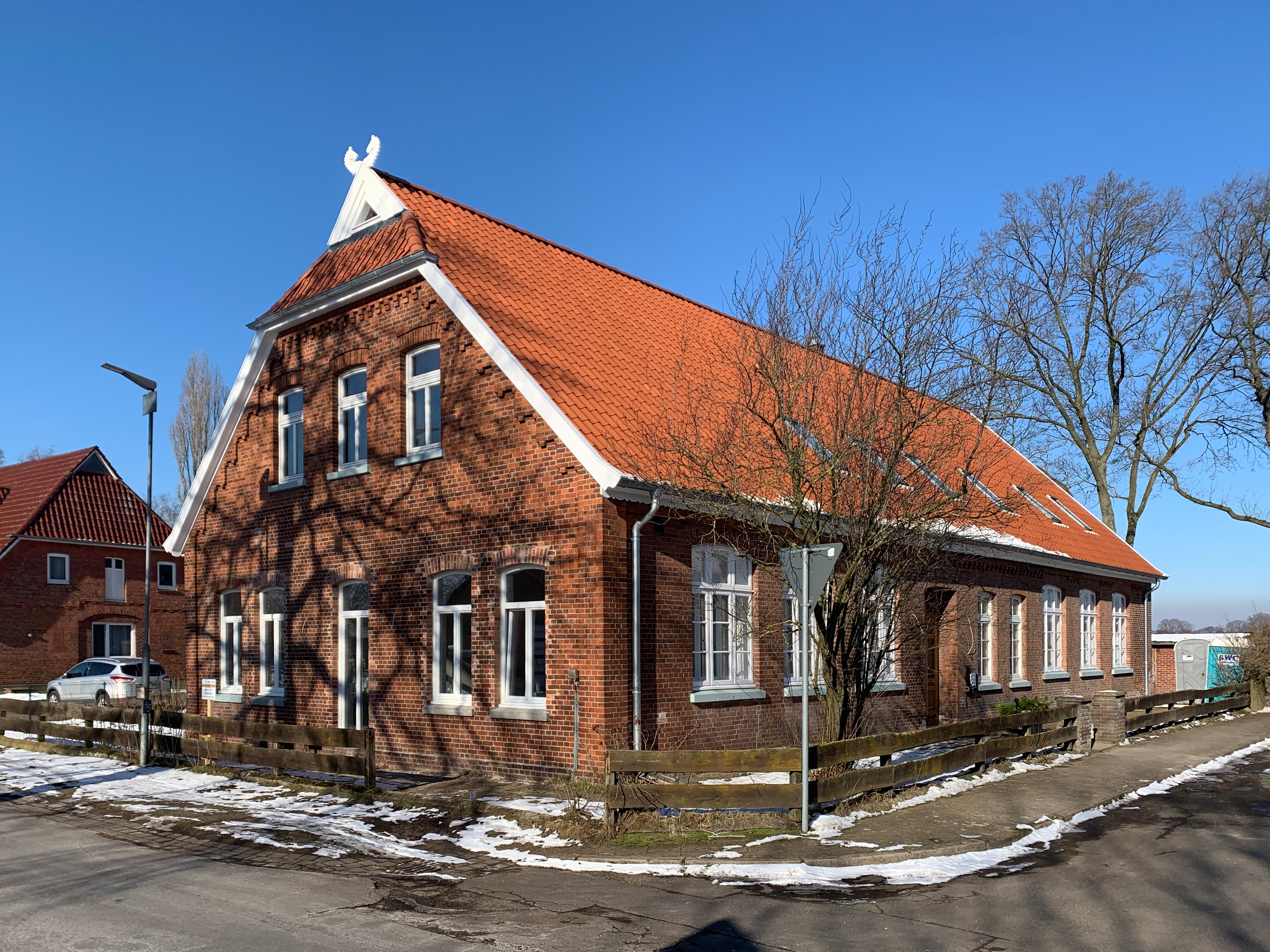
Denkmalgeschützte ehemalige Schule

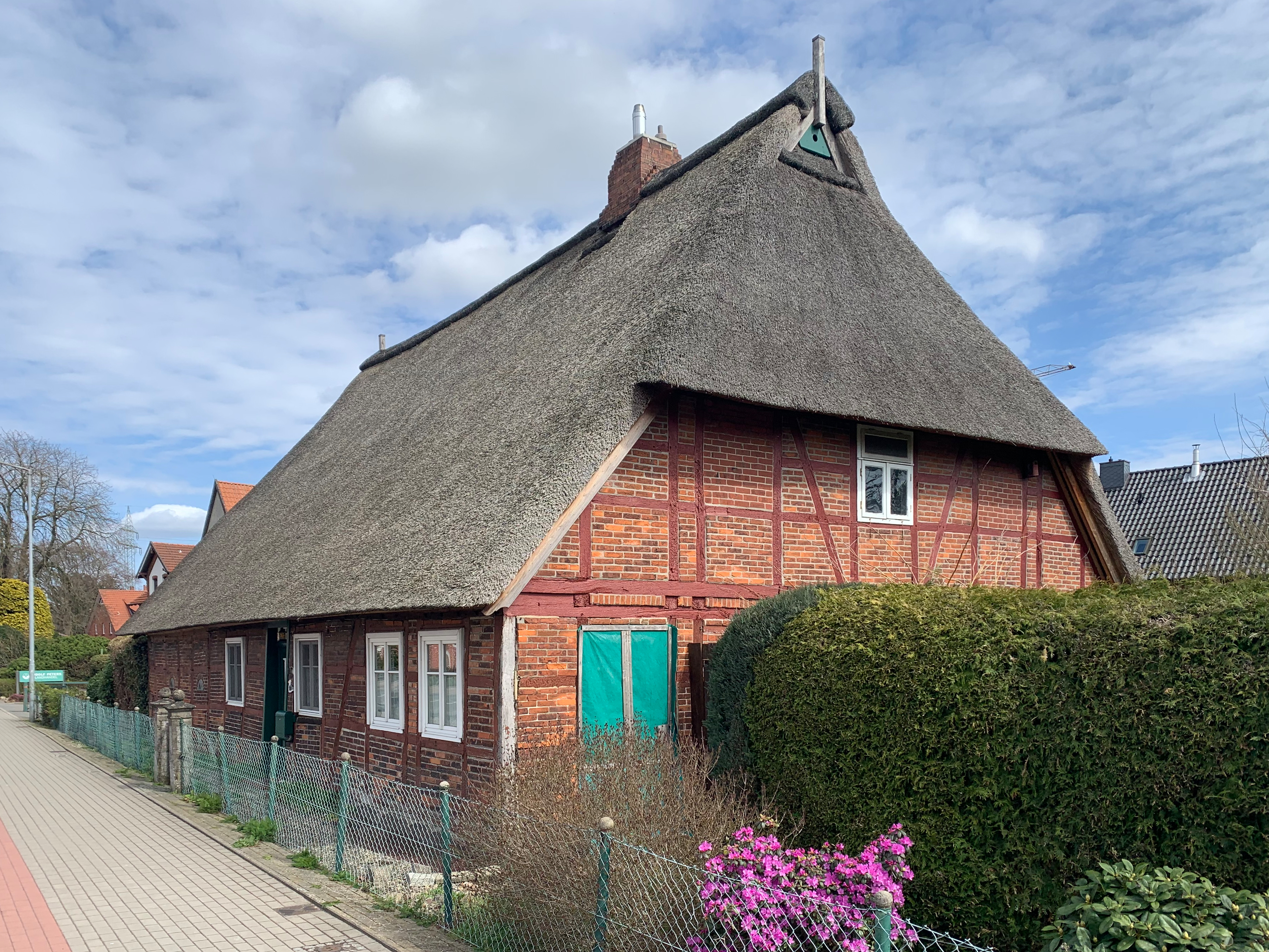
Denkmalgeschützter Bauernhof

Roydorf wurde erstmals 1158 urkundlich erwähnt. Der alte Ortskern befindet sich direkt an der Luhe. Später hat sich das Dorf an die Luhdorfer Straße ausgedehnt, auf die Roydorfer Heide. Einige Straßennamen, wie Vör de Heid, Haidweg und An'n Haidweg, deuten noch heute darauf hin.
Bis 1972 war Roydorf eine eigenständige Gemeinde – gemeinsam mit anderen umliegenden Dörfern wurde der Ort infolge der Gemeindereform zu Winsen eingemeindet.

## Politik
Seit Dezember 2016 ist Beate Westphal die Ortsvorsteherin des Dorfes.

## Infrastruktur
In Roydorf befinden sich drei Schulen, die Grund- und Oberschule am Ilmer Barg, das Luhe-Gymnasium Winsen-Roydorf und die Integrierte Gesamtschule Winsen-Roydorf, die sich auf dem Gelände der ehemaligen Realschule II befindet.
Die Schule am Ilmer Barg wurde 1972 gegründet, das Luhe-Gymnasium 2004 und die IGS Winsen-Roydorf 2011. Die Realschule bestand von 1978 bis 2016.
Seit 1914 besteht die Freiwillige Feuerwehr Roydorf.
In Roydorf befindet sich ein Friedhof. Auf dem Friedhof wurde ein Gefallenendenkmal zu Ehren der Opfer beider Weltkriege errichtet.

### Verkehr
Durch Roydorf verläuft die Landesstraße 234 als Luhdorfer Straße. Im Norden schließt sich Winsen direkt an, im Süden – nur durch die Bundesautobahn 39 getrennt – Luhdorf. Die Autobahn wurde 1991 eröffnet (damals noch als A 250). Die nächstgelegene Anschlussstelle ist Winsen-Ost. Östlich von Roydorf verläuft die Bahnstrecke Winsen–Hützel, die heute fast ausschließlich von Güterzügen befahren wird, sowie die Kreisstraße 84 (Osttangente), an der das Gewerbegebiet Luhdorf liegt.
Roydorf liegt im Tarifgebiet des HVV. Der Busverkehr ist auf die Schulzentren ausgerichtet.